# Духовской, Пётр Леонидович
Пётр Леонидович Духовской (род. 19 мая 1976, Ленинград) — российский кинооператор.

## Биография
После окончания средней школы два года работал фотокорреспондентом в газете. В 1999 году окончил кинооператорский факультет ВГИКа (мастерская В. И. Юсова).

## Фильмография
- 1997 — «Алёнушка» (к/м)
- 1997 — «Путешествие» (к/м), реж. Александр Котт
- 1997 — «Фотограф» (к/м), реж. Александр Котт
- 2000 — «Ну, добра, Костик, добра!» (к/м), реж. Сергей Босенко
- 2000 — «Пугало» (к/м), реж. Александр Котт
- 2001 — «Ехали два шофёра», реж. Александр Котт
- 2002 — «Великан», реж. Александр Котт
- 2002 — «Цирк», реж. Александр Котт
- 2003 — «Дни Ангела», реж. Игорь Апасян
- 2004 — «Конвой PQ-17», реж. Александр Котт
- 2005 — «Фарт», реж. Роман Хрущ
- 2006 — «Новая Старая Сказка», реж. Наталья Калашникова
- 2007 — «Одна любовь на миллион», реж. Владимир Щегольков
- 2008 — «Дикое поле», реж. Михаил Калатозишвили
- 2008 — «Рыба» (к/м), реж. Александр Котт
- 2009 — «Московский дворик», реж. Владимир Щегольков
- 2010 — «Близкое объятие», новелла в киноальманахе «Потому что это я» (к/м), реж. Александр Котт
- 2010 — «Птица»(к/м), реж. Пётр Ступин
- 2011 — «Печорин», реж. Роман Хрущ
- 2011 — «Забытый», реж. Владимир Щегольков
- 2012 — «Без свидетелей», реж. Илья Малкин, Борис Хлебников
- 2013 — «Ёлки 3», реж. Александр Котт
- 2014 — «Ёлки 1914», реж. Александр Котт
- 2014 — «Раскоп», реж. Сергей Дахин
- 2015 — «Выключатель» (к/м), реж. Сергей Дахин
- 2015 — «Инсайт», реж. Александр Котт
- 2015 — «С пяти до семи», реж. Владимир Щегольков
- 2016 — «Тэли и Толи», реж. Александр Амиров
- 2016 — «День до», (к/м) киноальманах
- 2016 — «Тайны чердака», реж. Илья Малкин
- 2017 — «Мешок без дна», реж. Рустам Хамдамов
- 2018 — «Спитак», реж. Александр Котт
- 2019 — «Последствия», реж. Александр Котт
- 2021 — «Гогоl-могоl» (к/м), реж. Александр Котт
- 2021 — «Седьмая симфония», реж. Александр Котт
- 2022 — «Чук и Гек. Большое приключение», реж. Александр Котт
- 2023 — «Расправляя крылья», реж. Ольга Музалева
- 2023 — «Цербер», реж. Владимир Щегольков

## Награды и номинации
- 2000 — кинофестиваль «Кинотавр» — приз «За яркую выразительную операторскую работу» в конкурсе Дебют-Кинотавр (фильм «Пугало»)
- 2000 — кинофестиваль Aspen Shortsfest, США — приз приз за лучшую операторскую работу (фильм «Пугало»)
- 2002 — кинофестивале в Оренсе, Испания — приз за лучшую операторскую работу (фильм «Ехали два шофёра»)
- 2006 — международный фестиваль военного кино имени Ю. Н. Озерова — приз «Золотой меч» за лучшую операторскую работу (фильм «Фарт»)
- 2008 — кинофестиваль «Кинотавр» — приз «За высокую изобразительную культуру и верность короткому метру» (фильм «Рыба»)
- 2008 — премия правительства Санкт-Петербурга в области литературы, искусства и архитектуры (фильм «Дикое поле»)[2]
- 2009 — номинация на премию «Ника» за лучшую операторскую работу (фильм «Дикое поле»)
- 2014 — кинофестиваль в Жироне, Испания — приз за лучшую операторскую работу (фильм «Печорин»)
- 2017 — премия Киноакадемии Азиатско-Тихоокеанского региона — «За достижения в кинооператорском искусстве» (фильм «Мешок без дна»)[3]